# منتخب إيران تحت 23 سنة لكرة القدم
منتخب إيران تحت 23 سنة لكرة القدم (بالفارسية: تیم ملی فوتبال امید ایران)، والتي يعرف عنها بـ (إيران ت-23)، وهي منتخب قومي يلعب تحت سن 23 سنة، شارك في دورة الألعاب الآسيوية عدة مرات، حيث حصلت على اللقب 4 مرات والتي آخرها كانت سنة 2002م.

## سجل البطولة

### سجلالألعاب الأولمبية
| سجل الألعاب الأولمبية الصيفية | سجل الألعاب الأولمبية الصيفية | سجل الألعاب الأولمبية الصيفية | سجل الألعاب الأولمبية الصيفية | سجل الألعاب الأولمبية الصيفية | سجل الألعاب الأولمبية الصيفية | سجل الألعاب الأولمبية الصيفية | سجل الألعاب الأولمبية الصيفية | سجل الألعاب الأولمبية الصيفية |     | سجل التصفيات | سجل التصفيات | سجل التصفيات | سجل التصفيات | سجل التصفيات | سجل التصفيات |
| السنة                         | النتيجة                       | المركز                        | لعب                           | فاز                           | تعادل                         | خسر                           | له                            | عليه                          | لعب | فاز          | تعادل        | خسر          | له           | عليه         |              |
| ----------------------------- | ----------------------------- | ----------------------------- | ----------------------------- | ----------------------------- | ----------------------------- | ----------------------------- | ----------------------------- | ----------------------------- | --- | ------------ | ------------ | ------------ | ------------ | ------------ | ------------ |
| 1908–1988 ‏                    | طالع منتخب إيران لكرة القدم   | طالع منتخب إيران لكرة القدم   | طالع منتخب إيران لكرة القدم   | طالع منتخب إيران لكرة القدم   | طالع منتخب إيران لكرة القدم   | طالع منتخب إيران لكرة القدم   | طالع منتخب إيران لكرة القدم   | طالع منتخب إيران لكرة القدم   |     |              |              |              |              |              |              |
| 1992                          | لم يتأهل                      | لم يتأهل                      | لم يتأهل                      | لم يتأهل                      | لم يتأهل                      | لم يتأهل                      | لم يتأهل                      | لم يتأهل                      | 8   | 5            | 2            | 1            | 19           | 6            |              |
| 1996 ‏                         | لم يتأهل                      | لم يتأهل                      | لم يتأهل                      | لم يتأهل                      | لم يتأهل                      | لم يتأهل                      | لم يتأهل                      | لم يتأهل                      | 4   | 2            | 1            | 1            | 9            | 4            |              |
| 2000 ‏                         | لم يتأهل                      | لم يتأهل                      | لم يتأهل                      | لم يتأهل                      | لم يتأهل                      | لم يتأهل                      | لم يتأهل                      | لم يتأهل                      | 4   | 1            | 1            | 2            | 3            | 6            |              |
| 2004                          | لم يتأهل                      | لم يتأهل                      | لم يتأهل                      | لم يتأهل                      | لم يتأهل                      | لم يتأهل                      | لم يتأهل                      | لم يتأهل                      | 6   | 3            | 0            | 3            | 22           | 9            |              |
| 2008                          | لم يتأهل                      | لم يتأهل                      | لم يتأهل                      | لم يتأهل                      | لم يتأهل                      | لم يتأهل                      | لم يتأهل                      | لم يتأهل                      | 6   | 1            | 2            | 3            | 6            | 7            |              |
| 2012                          | لم يتأهل                      | لم يتأهل                      | لم يتأهل                      | لم يتأهل                      | لم يتأهل                      | لم يتأهل                      | لم يتأهل                      | لم يتأهل                      | 4   | 1            | 1            | 2            | 1            | 5            |              |
| 2016                          | لم يتأهل                      | لم يتأهل                      | لم يتأهل                      | لم يتأهل                      | لم يتأهل                      | لم يتأهل                      | لم يتأهل                      | لم يتأهل                      | 8   | 5            | 0            | 3            | 21           | 9            |              |
| 2020                          | سوف يتم تحديدها               | سوف يتم تحديدها               | سوف يتم تحديدها               | سوف يتم تحديدها               | سوف يتم تحديدها               | سوف يتم تحديدها               | سوف يتم تحديدها               | سوف يتم تحديدها               | 3   | 2            | 1            | 0            | 6            | 1            |              |
| 2024                          | سوف يتم تحديدها               | سوف يتم تحديدها               | سوف يتم تحديدها               | سوف يتم تحديدها               | سوف يتم تحديدها               | سوف يتم تحديدها               | سوف يتم تحديدها               | سوف يتم تحديدها               | -   | -            | -            | -            | -            | -            |              |
| 2028                          | سوف يتم تحديدها               | سوف يتم تحديدها               | سوف يتم تحديدها               | سوف يتم تحديدها               | سوف يتم تحديدها               | سوف يتم تحديدها               | سوف يتم تحديدها               | سوف يتم تحديدها               | -   | -            | -            | -            | -            | -            |              |
| الاجمالي                      | -                             | 0 / 7                         | -                             | -                             | -                             | -                             | -                             | -                             | 43  | 20           | 8            | 15           | 87           | 47           |              |

### سجل بطولة آسيا تحت 23 سنة
| بطولة آسيا تحت 23 عاما | بطولة آسيا تحت 23 عاما | بطولة آسيا تحت 23 عاما | بطولة آسيا تحت 23 عاما | بطولة آسيا تحت 23 عاما | بطولة آسيا تحت 23 عاما | بطولة آسيا تحت 23 عاما | بطولة آسيا تحت 23 عاما | بطولة آسيا تحت 23 عاما                        |     | تصفيات بطولة آسيا تحت 23 سنة | تصفيات بطولة آسيا تحت 23 سنة | تصفيات بطولة آسيا تحت 23 سنة | تصفيات بطولة آسيا تحت 23 سنة | تصفيات بطولة آسيا تحت 23 سنة | تصفيات بطولة آسيا تحت 23 سنة |
| السنة                  | النتيجة                | لعب                    | فاز                    | تعادل*                 | خسر                    | له                     | عليه                   | Squad                                         | لعب | فاز                          | تعادل                        | خسر                          | له                           | عليه                         |                              |
| ---------------------- | ---------------------- | ---------------------- | ---------------------- | ---------------------- | ---------------------- | ---------------------- | ---------------------- | --------------------------------------------- | --- | ---------------------------- | ---------------------------- | ---------------------------- | ---------------------------- | ---------------------------- | ---------------------------- |
| 2014                   | مرحلة المجموعات        | 3                      | 1                      | 1                      | 1                      | 6                      | 5                      | تشكيلات بطولة آسيا تحت 22 عاما 2013           | 5   | 4                            | 1                            | 0                            | 13                           | 2                            |                              |
| 2016                   | ربع النهائي            | 4                      | 2                      | 0                      | 2                      | 6                      | 7                      | تشكيلات بطولة آسيا تحت 23 سنة لكرة القدم 2016 | 4   | 3                            | 0                            | 1                            | 15                           | 2                            |                              |
| 2018                   | لم يتأهل               | لم يتأهل               | لم يتأهل               | لم يتأهل               | لم يتأهل               | لم يتأهل               | لم يتأهل               | لم يتأهل                                      | 2   | 1                            | 0                            | 1                            | 2                            | 3                            |                              |
| 2020                   | تأهل                   | -                      | -                      | -                      | -                      | -                      | -                      | -                                             | 3   | 2                            | 1                            | 0                            | 6                            | 1                            |                              |
| الاجمالي               | 3/4                    | 7                      | 3                      | 1                      | 3                      | 12                     | 12                     | -                                             | 14  | 10                           | 2                            | 2                            | 36                           | 8                            |                              |

*تشمل التعادلات مباريات خروج المغلوب التي تم تحديدها في ركلات الجزاء.

### سجل الألعاب الآسيوية
| سجل الألعاب الآسيوية | سجل الألعاب الآسيوية        | سجل الألعاب الآسيوية        | سجل الألعاب الآسيوية        | سجل الألعاب الآسيوية        | سجل الألعاب الآسيوية        | سجل الألعاب الآسيوية        | سجل الألعاب الآسيوية        | سجل الألعاب الآسيوية                                    |
| السنة                | الجولة                      | لعب                         | فاز                         | تعادل                       | خسر                         | له                          | عليه                        | Wildcard (Overage) Players                              |
| -------------------- | --------------------------- | --------------------------- | --------------------------- | --------------------------- | --------------------------- | --------------------------- | --------------------------- | ------------------------------------------------------- |
| 1951 إلى 1998        | طالع منتخب إيران لكرة القدم | طالع منتخب إيران لكرة القدم | طالع منتخب إيران لكرة القدم | طالع منتخب إيران لكرة القدم | طالع منتخب إيران لكرة القدم | طالع منتخب إيران لكرة القدم | طالع منتخب إيران لكرة القدم |                                                         |
| 2002                 | البطل                       | 6                           | 4                           | 2                           | 0                           | 16                          | 2                           | علي دائي (33)؛ إبراهيم ميرزابور (24)؛ يحيى غلمحمدي (31) |
| 2006 ‏                | المركز الثالث               | 6                           | 4                           | 1                           | 1                           | 10                          | 6                           | حسن رودباريان (28)؛ آرش برهاني (24)؛ جلال حسيني (24)    |
| 2010                 | المركز الرابع               | 7                           | 5                           | 0                           | 2                           | 14                          | 8                           | مهدي رحمتي (27)؛ غلام رضا رضائي (26)؛ جلال حسيني (28)   |
| 2014                 | مرحلة المجموعات             | 2                           | 0                           | 1                           | 1                           | 2                           | 5                           |                                                         |
| 2018                 | الجولة 16                   | 4                           | 1                           | 1                           | 2                           | 3                           | 4                           |                                                         |
| 2022                 | تأهل                        |                             |                             |                             |                             |                             |                             |                                                         |
| الاجمالي             | 6/6                         | 25                          | 14                          | 5                           | 6                           | 45                          | 25                          |                                                         |

### سجل بطولة اتحاد غرب آسيا تحت 23 سنة
| السنة    | النتيجة | لعب | فاز | تعادل | خسر | له | عليه |
| -------- | ------- | --- | --- | ----- | --- | -- | ---- |
| 2015     | البطل   | 4   | 3   | 1     | 0   | 8  | 3    |
| الاجمالي | 1/1     | 4   | 3   | 1     | 0   | 8  | 3    |